# Visserweert
Visserweert, früher auch Viss(ch)ersweert, ist ein Weiler in der Gemeinde Echt-Susteren. Bis zum Jahre 1803 war es eine Herrlichkeit.

## Geschichte
Visserweert fiel im Mittelalter unter die Grafschaft Loon und gehörte bis zum 19. Jahrhundert kirchlich zur Gemeinde Elen. Die Herrlichkeit Visserweert war eine Lehe der Herrlichkeit Valkenburg. Im Jahre 1607 verkauften Erzherzog Albrecht und seine Frau Isabella von Spanien die Gerichtsbarkeit über Visserweert an Jean Curtius.
Ab 1803 gehörte die Herrlichkeit Visserweert zur Gemeinde Elen. Als 1839 die Niederlande und Belgien getrennt wurden, kamen die Gebiete rechts der Maas zu den Niederlanden. Elen kam zu Belgien, aber Visserweert kam zur niederländischen Gemeinde Roosteren. Seit Roosteren im Jahre 2001 zu Echt-Susteren kam, gehört Visserweert ebenfalls zu dieser Gemeinde.